# Кожасай
Кожаса́й (каз. Қожасай) — село у складі Мугалжарського району Актюбінської області Казахстану. Входить до складу Батпаккольського сільського округу.
Населення — 274 особи (2021; 337 у 2009, 362 у 1999, 448 у 1989).